# 福华堂
福华堂是位于福建省福清市的一座大型基督教堂，目前是福建省建筑规模最大的一座教堂。
1863年，福州美以美会传教士麦利和（Robert Samuel Maclay）派遣小岭堂信徒林振珍到福清县城传教，租到后埔街郑姓房屋作为布道所。得到第一批信徒杨得义、刘自振、蒋抗三、胡大明、林美来、孙得益6人。1884年，美教士武林吉和中国籍传道叶英官，在后埔街购买卓姓民房，改建为教堂，名福华堂。20世纪初，信徒人数大幅增加，于是美教士何志仁和中国籍传道魏其兰筹建新教堂。1910年，新福华堂落成。1922年，福华堂有教徒500多人，牧师、传道4人。1930年，美籍传教士富品德等人再次扩建福华堂，为石木结构、钢木屋架的两层建筑，可容纳1000多人聚会 。
1966年文化大革命开始，福华堂被关闭，由大队粮食加工厂和榨油厂占用。1984年5月20日，福华堂恢复聚会  。
2000年10月1日，6000名信徒参加了福华堂举行重建落成典礼，投入资金1000多万，建成7层（不含停车场），二楼礼拜大厅和三楼环形礼拜厅相连，四楼也是礼拜大厅，观看投影。共设有4000多 座位。